# Олександр IV (цар Імереті)
Олександр IV (груз. ალექსანდრე IV, ?—1695) — цар Імереті (1683–1690, 1691–1695), син царя Баграта V Сліпого.

## Життєпис
Олександр виховувався при дворі картлійського царя Георгія. Останній, невдоволений тим, що в Імеретії правив Георгій IV Гурієлі, а не його старший брат Арчіл, запропонував ахалциському паші Юсуфу посадити на царський трон в Імереті Олександра.
1683 року ахалциський паша з турецькою армією вступив до Імеретії та в Кутаїсі проголосив Олександра IV новим царем.
Георгій Гурієлі 1684 року зібрав військо та вторгся до Імеретії. Олександр зібрав військо й виступив проти заколотників. У битві при Рокіті Олександр завдав нищівної поразки Гурієлі. Невдовзі Олександр одружився з царівною Єленою, дочкою Луарсаба та племінницею картлійського царя Георгія XI.
1690 року турки-османи вступили до Імереті, про що сповістили Арчіла. Олександр не зміг їм протистояти й виїхав до Картлі. 1691 року Арчіл зібрав велике військо та взяв в облогу Кутаїсі, де розміщувався турецький гарнізон. Проте через зраду він не зміг узяти фортецю.
1691 ахалциський паша з турецьким військом вступив до Імеретії. Багато місцевих вельмож перейшли на бік Олександра. Турецький паша повторно посадив Олександра на імеретінський престол.
1695 року імеретинські вельможі на чолі з Папуною Еріставі схопили царя Олександра IV у Сканді й вислали до Сверської обителі. Потім Олександра було передано царю Георгію та перевезено до Руїсі, де його задушили.